# 丸山 (北海道十勝支庁)
丸山（まるやま）は、北海道新得町、上士幌町にまたがる第四紀火山である。標高は1,692.1m。活火山に指定されている。1990年代まで火山の存在自体が知られていなかった。

## 特徴
直径2.5㎞、比高約600mの小型火山で、主山体は安山岩～デイサイト。10万年前以降に活動し、最新の噴火は1898年12月3日からの水蒸気噴火で、これにより第1火口を形成した。
安山岩を主体とする溶岩流の噴出で丸山の山体を形成、その後、山頂から北西方向の火口列にかけ3-4個の溶岩円頂丘が貫入し、裂目火口の形成は新しく、数1,000年-100年前に爆裂火口を開く活動が頻発したと考えられている。1898年以前の噴出物は、他の火山を起源とする火山灰に覆われており、その順序から1694年より前の活動に伴うものである。
爆裂火口列は山頂から北西方向に伸びている。第3火口にわずかな噴気活動が認められる程度で、火山活動は静穏である。
北海道には数か所にしかない噴泉塔群（炭酸カルシウムが沈殿してドーム状に固まった石灰華）がある。山腹の五ノ沢1,020m地点には1年間に7cm成長すると言われている噴泉塔がある。

## 研究
丸山は研究者の間では活動的な火山であるとは認識されていなかったが、登山者の間などでは、以前からこの山に火口や噴気活動があることは知られていた。研究者が注目しだしたのは十勝岳での噴火（1988-1989年）と同時期に始まった群発地震活動からであった。
これを機に、1989年7月に第1回目の山頂部の爆裂火口周辺部の調査が実施され、科学的手法の他、郷土史研究家による明治時代の古記録の調査で、「北海道殖民状況報文十勝国之部」に記述が発見され、最新の噴火が1898年であることが推定された。1991年8月には第2回目の現地調査が実施され、火山噴火予知連絡会は1991年2月1日に丸山を活火山と認定した。

## 登山
整備された登山道は無い。五ノ沢を遡行するコースと六ノ沢を遡行するコースが一般的。